# Переросля
Пере́росля — село в Україні, у Тараканівській сільській громаді Дубенського району Рівненської області. Населення становить 334 осіб. Колишній орган місцевого самоврядування (до 2020 року) — Плосківська сільська рада. З 12 червня 2020 року входить до складу Тараканівської сільської громади.

## Географія
Село розташоване на правому березі річки Тартачки.

## Історія
У 1906 році село Судобицької волості Дубенського повіту Волинської губернії. Відстань від повітового міста 12 верст, від волості 8. Дворів 90, мешканців 577.
7 (20) листопада 1917 року, відповідно до Третього Універсалу Української Центральної Ради, увійшло до складу Української Народної Республіки.
12 червня 2020 року, відповідно до розпорядження Кабінету Міністрів України № 722-р від «Про визначення адміністративних центрів та затвердження територій територіальних громад Рівненської області», увійшло до складу Тараканівської сільської громади.
19 липня 2020 року, в результаті адміністративно-територіальної реформи та ліквідації  Дубенського (1939—2020) району, село увійшло до складу новоутвореного Дубенського району.